# Unterstau

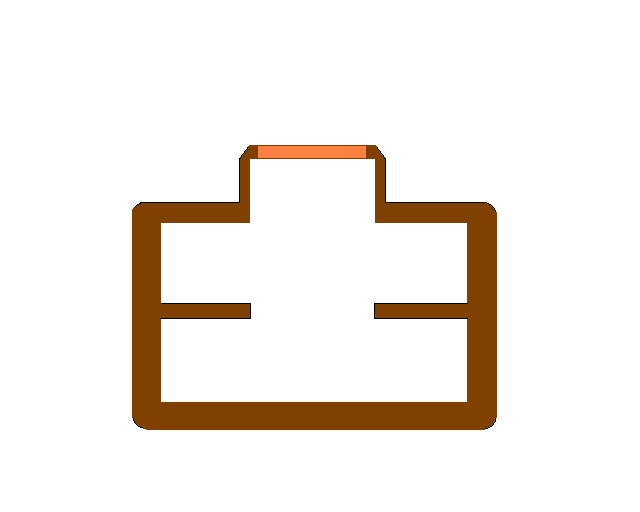
Schematischer Querschnitt durch ein Schiff mit ausgeprägtem Unterstau
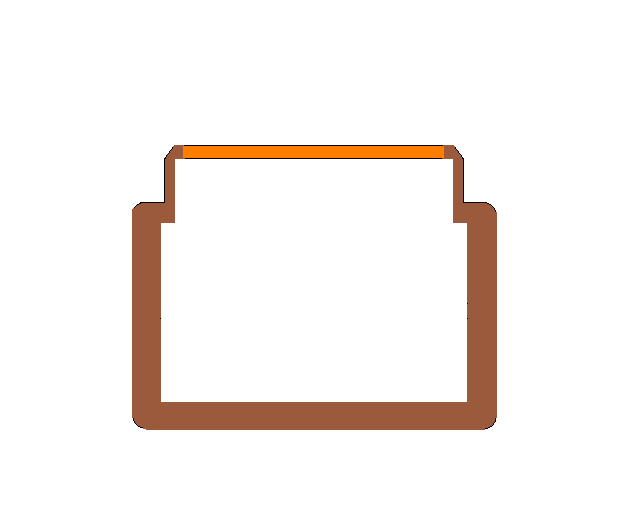
Schematischer Querschnitt durch ein offenes Schiff mit geringem Unterstau

Als Unterstau wird in der Schifffahrt der Teil des Laderaumes eines Frachtschiffes bezeichnet, der sich unter dem festen Deck außerhalb des Lukenbereiches befindet. Die Ladungsteile müssen beim Lade- und Stauvorgang in horizonter Richtung bewegt, also untergestaut werden. Der Stauweg ist abhängig vom Decksöffnungsgrad. Bei modernen offenen Schiffen ist der Unterstau gering oder nahezu nicht mehr vorhanden, was sich positiv auf die Umschlagszeiten auswirkt.